# Robert Rzepka
Robert Rzepka (ur. 9 maja 1961) – polski przedsiębiorca i samorządowiec, działacz NSZZ „Solidarność”, w latach 1991–1994 prezydent Kielc.

## Życiorys
W 1986 ukończył studia na Politechnice Świętokrzyskiej. Został działaczem Niezależnego Samorządnego Związku Zawodowego „Solidarność”, od 1989 był wiceprezesem jego świętokrzyskiego regionu. Na początku 1991 wybrano go prezydentem Kielc z poparciem Komitetu Obywatelskiego „Solidarności” w miejsce Arkadiusza Płoskiego. Za jego kadencji wybudowano m.in. Centrum Targowe Kielce. 27 stycznia 1994 utracił stanowisko po ujawnieniu przydziału miejskiego mieszkania aktorce, z którą miał romans oraz po upublicznieniu ekscesów alkoholowych miejskich urzędników. W kolejnych latach zajął się prowadzeniem własnej działalności gospodarczej jako wspólnik i członek władz spółek z branży budowlanej. Od 2017 do 2020 był prezesem spółki „Odlewnia Chemar” w Kielcach.